# Иванов, Леонид Андреевич
Леонид Андреевич Иванов (8 августа 1895 года, Кишинёв — 15 апреля 1955 года, Кисловодск) — советский военный деятель, полковник (1941 год).

## Начальная биография
Леонид Андреевич Иванов родился 8 августа 1895 года в Кишинёве.

## Военная служба

### Первая мировая и гражданская войны
В мае 1915 года был призван в ряды Русской императорской армии и направлен рядовым в 12-й Уланский кавалерийский полк, после чего принимал участие в боевых действиях в Бессарабии. После окончания учебной команды при этом же полку в чине старшего унтер-офицера в августе 1917 года был выбран членом и заместителем председателя полкового комитета.
В ноябре 1917 года из солдат полка Иванов организовал отряд Красной гвардии численностью в 250 сабель, который принимал участие в боевых действиях против гайдамаков, румынских и германских войск в районах городов Тирасполь, Раздельная, Балта и Одесса.
В марте 1918 года Иванов вместе с отрядом был направлен в Крым, где назначен на должность коменданта Перекопского укреплённого района и одновременно на должность продовольственного комиссара. При подходе РККА в апреле он вступил с отрядом в ряды армии, после чего был назначен на должность помощника командира 4-го Днепровского полка Таманской армии, а затем — на должность заместителя председателя ЧК в Краснодаре. Во время боевых действий за Кизляр был тяжело ранен.
После излечения Иванов служил в составе отряда под командованием Кочергина, затем был назначен на должность командира 96-го Кубанского кавалерийского полка, который с декабря 1919 года принимал участие в боевых действиях против войск под командованием генерала А. И. Деникина на территории Донской области и в районах Ростова-на-Дону, Батайска и станицы Ольгинской. С мая 1920 года полк под командованием Иванова охранял побережье Азовского моря от Ейска до Курчанского лимана, а с июля того же года участвовал в боевых действиях в составе 2-й Конной армии.
В октябре был назначен на должность начальника штаба 16-й кавалерийской дивизии, которая принимала участие в боевых действиях во время Перекопско-Чонгарской операции, а также в освобождении Джанкоя и Симферополя.
В декабре 1920 года был откомандирован в 6-ю Чонгарскую кавалерийскую дивизию, а в феврале 1921 году направлен на учёбу в Высшую кавалерийскую школу в Петрограде, после окончания которой в мае 1922 года был назначен на должность начальника штаба 35-го Егорлыкского кавалерийского полка, который дислоцировался в Армавире, а затем в Гомеле.

### Межвоенное время
В октябре 1924 года был назначен на должность начальника разведывательного отделения штаба 11-й кавалерийской дивизии (Северокавказский военный округ), дислоцированной в Пятигорске.
В октябре 1927 года вышел в запас в связи с болезнью, после чего работал директором предприятий Управления курорта в Кисловодске. В 1937 году закончил кавалерийские курсы усовершенствования командного состава.

### Великая Отечественная война
В июле 1941 года капитан Леонид Андреевич Иванов был призван в ряды РККА, после чего назначен на должность помощника начальника 2-го отделения штаба 53-й кавалерийской дивизии, находившейся на формировании в городе Ворошиловск, а затем исполнял должность помощника начальника и начальника штаба 44-го кавалерийского полка, а с сентября исполнял должность начальника разведки этой же кавалерийской дивизии. С середины июля дивизия в составе оперативной группы под командованием генерала И. И. Масленникова, а затем кавалерийской группы под командованием генерала Л. М. Доватора принимала участие в боевых действиях в ходе Смоленском сражении, а с октября — в ходе Вяземской, Можайско-Малоярославецкой и Клинско-Солнечногорской оборонительных операциях, а также вела тяжёлые боевые действия в районе города Белый. За отличные боевые действия, отвагу и храбрость личного состава в боях 53-я кавалерийская дивизия приказом НКО СССР от 26 ноября 1941 года была преобразована в 4-ю гвардейскую, а Иванов тогда же был назначен на должность заместителя командира этой дивизии. В декабре в ходе контрнаступления под Москвой дивизия принимала участие в ходе Клинско-Солнечногорской наступательной операции, ведя боевые действия на подступах к Волоколамску, а затем во Ржевско-Вяземской наступательной операции. В середине февраля 1942 года дивизия была выведена на формирование в Ново-Петровскии район (Московская область).
В мае 1942 года полковник Иванов был назначен на должность заместителя командира 15-го кавалерийского корпуса по тылу, в декабре того же года — на аналогичную должность в 5-м гвардейском кавалерийском корпусе, а в июле 1943 года — на должность заместителя командира 63-го стрелкового корпуса по тылу. С 11 по 26 июля исполнял должность командира корпуса, который в это время находился на формировании в Чкаловской области (Южно-Уральский военный округ). Вскоре корпус принимал участие в боевых действиях в ходе Мелитопольской и Крымской наступательных операций.
26 ноября 1944 года полковник Иванов был направлен в распоряжение заместителя председателя Союзной контрольной комиссии в Болгарии на должность уполномоченного этой комиссии по Бургасской области.

### Послевоенная карьера
После окончания войны находился на прежней должности.
В августе 1946 года полковник Леонид Андреевич Иванов вышел в отставку. Умер 15 апреля 1955 года в Кисловодске.

## Награды
- Орден Ленина;
- Два ордена Красного Знамени;
- Медали.